# Ca trù

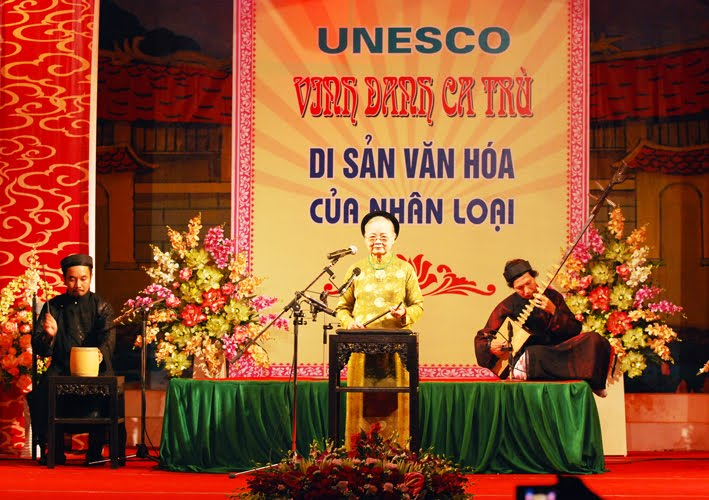
Występ wykonawców ca trù.

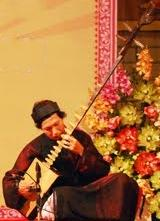
Đàn đáy.

Ca trù – gatunek poezji śpiewanej wykonywany w północnym Wietnamie, najstarsza forma muzyki kameralnej na północy Wietnamu. 
W 2009 roku sztuka ca trù została wpisana na listę niematerialnego dziedzictwa wymagającego pilnej ochrony UNESCO.

## Historia
Poezja ca trù oparta jest na tradycyjnych wietnamskich wierszach – najstarszym zachowanym tekstem jest wiersz Lê Đûc Mao (1462–1529) z okresu dynastii Lê. Rozwinęła się w XV wieku, kiedy to była wykonywana w wioskach ku czci duchów opiekuńczych (hát thờ). W okresie późniejszym ca trù wykonywano na dworze królewskim (chúc hỗ), w domach prywatnych możnych (hát chơi), barach ca quán i podczas konkursów śpiewaczych hát thi.
Sztuka ca trù jest przekazywana ustnie, z pokolenia na pokolenia, dawniej w jednej rodzinie, dziś mistrzowie przyjmują adeptów także spoza rodziny. Sztuka ca trù jest zagrożona z powodu malejącej liczby wykonawców i starzenia się mistrzów.
W drugiej połowie XX wieku ca trù było zakazane przez wietnamski rząd, gdyż uznano je za odnoszące się do prostytucji.
W 2009 roku sztuka ca trù została wpisana na listę niematerialnego dziedzictwa wymagającego pilnej ochrony UNESCO.

## Opis
Grupa ca trù złożona jest z trzech wykonawców: śpiewaczki (cô đäǔ) wybijającej rytm na drewnianym lub bambusowym idiofonie (phách) i dwóch muzyków, akompaniującej jej na trzystrunowej lutni (đàn đáy) i bębenku (trống chầu). 
Według artystów ludowych ca trù to 56 różnych melodii i form muzycznych, tzw. thể cách. 
Śpiewaczka podczas śpiewu nie może otwierać ust zbyt szeroko, musi swobodnie poruszać się w rejestrach wysokich, umieć stosować odpowiednie podparcie oddechowe, by wykonywać dźwięki ư, posługiwać się technika vibrato i wykonywać unikalne ozdobniki tzw. nảy hạt. Śpiewaczka uderza w idiofon dwoma drewnianymi pałeczkami, z których jedna jest rozdwojona i daje nieco wyższy dźwięk. 
Czasami występom towarzyszą tańce: bỏ bộ symbolizujący pracę, tứ linh – symbolizujący taniec czterech stworzeń nadnaturalnych: smoka, qilina, żółwia i feniksa – czy bài bông.